# Zbuntowany mnich
Zbuntowany mnich (2005) – film dokumentalny w reżyserii Luca Schaedlera, opowiadający historię zbuntowanego tybetańskiego mnicha Genduna Chophela (Gendün Chöphel, Gendun Choephel, Gendun Chopel) żyjącego w I poł. XX wieku, widzianą z perspektywy współczesnego Tybetu.

## Film
Gendun Chophel (1903–1951), buddyjski mnich i wolnomyśliciel, po porzuceniu życia zakonnego odbył długą wędrówkę po sąsiednich krajach w poszukiwaniu źródeł kultury i historii Tybetu. Ciekawość i radykalizm, odrzucenie konwencji i stereotypów uczyniły z niego ikoniczną postać kontestatora, uwięzionego w ojczyźnie pod koniec życia, gdzie zmarł wkrótce po „pokojowym wyzwoleniu” Tybetu przez wojska chińskie.
Ten swoisty film drogi jest podróżą w czasie poprzez historię i współczesność Tybetu, zderzając unikalną tradycję i duchowość z rozwojem technologicznym i merkantylizacją tamtejszego życia.
Nominowany w kategorii dokumentu do World Cinema Jury Prize na Festiwalu Filmowym w Sundance w 2006 r.